# Черноисточинское водохранилище
Черноисто́чинское водохранилище (также Черноисто́чинский пруд) — водохранилище в посёлке Черноисточинске, на территории Горноуральского городского округа Свердловской области России. Создано в 1729 году как заводской пруд для нужд Черноисточинского железоделательного завода. Водохранилище было создано на реке Исток (Чёрный Исток), вытекавшей из Чёрного озера, впоследствии также ставшего частью водохранилища.

## История создания
Черноисточинский железоделательный завод был построен в 22 верстах к юго-западу от Нижнетагильского завода, в 120 верстах к северу от Екатеринбурга. Завод создавался как вспомогательный для переработки чугуна, производимого на Нижнетагильском заводе. В 1728 году завод был запущен в эксплуатацию.
Для работы заводских механизмов была построена плотина и создан пруд на реке Исток, вытекавшей из озера Чёрное. Однако для расширения объёмов работ требовалось увеличение запасов воды, поэтому крепостной гидротехник Ушков К. К. спроектировал и в 1848 году на собственные средства построил канал для переброски вод реки Чёрная в Черноисточинский пруд. Создана была гидротехническая система, включающая Верхний пруд на реке Чёрной, собственно канал длиной 5 километров, Средний пруд примерно на середине расстояния до Черноисточинского пруда, несколько плотин, шлюзов и переливов, в системе была также задействована река Студёнка, по которой во время паводков сбрасывалась лишняя вода из Среднего пруда в старое русло реки Чёрной. Эти гидротехнические сооружения, хотя значительно реконструированные, действуют и в настоящее время. За создание канала Ушков с сыновьями в 1849 году получил вольную. После этого пруд приобрёл современные очертания, значительно увеличившись.

## Использование
Водохранилище используется для хозяйственно-питьевого водоснабжения Черноисточинска и Нижнего Тагила. Входит в Тагильский каскад водохранилищ вместе с Верхне-Тагильским, Нижне-Тагильским, Ленёвским и Вогульским водохранилищами. Водоём используется также в рекреационных целях, он популярен у рыболовов и туристов.

## Гидрологические характеристики
Плотина водохранилища имеет высоту 8 метров, длину 240 метров. Отметка гребня плотины (высота над уровнем моря) 223 метра. Параметры (при НПУ 220 метров): объём 111 млн м³, площадь 26,4 км².
В энциклопедии «Вода России» приведены данные для НПУ 220,6 м: полный объём водохранилища 119,77 млн м³, полезный объём 80,02 млн м³, площадь водного зеркала 26,62 км².
Площадь водосбора по различным источникам также различается: 344,5 км² и 370 км².
Длина водохранилища — 6,5 км, средняя ширина — 4,0 км, средняя глубина ‒ 4,2 м. В верхней части водохранилища имеются острова общей площадью 0,32 км². Наиболее крупные из них: Сосновый, Родионов, Лешаков, Петрушков.
Водосборная площадь имеет значительные уклоны, ограничена горами с отметками высот от 360 до 517 метров. На востоке водохранилище отделено от водосбора Ленёвского водохранилища массивом Юрьев Камень, на юго-западе расположена гора Белая.
В связи с возрастающей антропогенной нагрузкой отмечается повышенное (до трёх раз) по сравнению с предельно-допустимыми концентрациями содержание в воде водохранилища марганца, меди, цинка.

## Флора и фауна
Берега озера покрыты спелыми хвойными и лиственными лесами. Фитопланктон водохранилища представлен 169 видами и подвидами водорослей. Больше всего видов зелёных водорослей, а также диатомовых; значительна роль эвгленовых, сине-зелёных и золотистых водорослей.
Площади зарастания высшей водной растительностью небольшие, так как развитию этой растительности мешают низкая прозрачность воды и сильное ветровое волнение.
Ихтиофауна водоёма достаточно богата, там обитают щука, окунь, лещ, чебаком, елец, ёрш, карась, рипус, линь.

## Притоки
Основные притоки водохранилища: реки Егорова Каменка, Большая Берёзовка, Малая Берёзовка, Чауж, Ушковская канава, Свистуха. В маловодные периоды некоторые притоки пересыхают.

## Данные водного реестра
По данным государственного водного реестра России, Черноисточинское водохранилище относится к Иртышскому бассейновому округу, водохозяйственный участок реки — Чёрная от истока до Черноисточинского гидроузла, речному подбассейну реки Тобол; речному бассейну реки Иртыш.
Код объекта в государственном водном реестре — 14010501321411200010618.

## Охранный статус
В 2001 году на основании Постановления Правительства Свердловской области от 17.01.2001 г. № 41-ПП «Об установлении категорий, статуса и режима особой охраны особо охраняемых природных территорий областного значения и утверждении перечней особо охраняемых природных территорий, расположенных в Свердловской области» водохранилище включено в состав государственного ландшафтного заказника областного значения «Черноисточинский пруд с Ушковской канавой и окружающими лесами». Площадь охраняемой территории 5794 га. Ранее водохранилище и окружающие леса имели статус памятника природы. Охрана объектов возложена на Дирекцию по охране государственных зоологических охотничьих заказников и охотничьих животных в Свердловской области. Ушковская канава имеет также статус объекта культурного наследия.